# 瓜达利马尔河畔比利亚韦德
瓜达利马尔河畔比利亚韦德，是西班牙卡斯蒂利亚-拉曼恰自治区阿尔瓦塞特省的一个市镇。 总面积69km², 总人口506人（2001年），人口密度7人/km²。